# 羅納德·E·諾伊曼

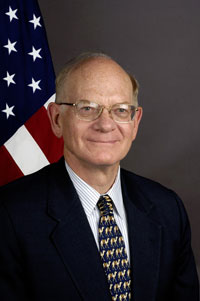

羅納德·E·諾伊曼（Robert E. Neumann，1945年—），美國外交官，2005-2007年任美國駐阿富汗大使。他曾在阿爾及利亞（1994-97年）和巴林（2001-04年）擔任大使之職。其父羅伯特·格哈特·諾伊曼亦是外交官，因此羅納德的有部分童年在當地度過。他將其姓氏讀成Newmann，有時其姓亦以此串出。
1970年起在美國政府工作。在塞內加爾工作過後，他成為中東（特別在波斯灣的）專家。1988年開始，他在中東負責管理庫爾德難民，亦是海灣北部（Northern Gulf）事務的指揮。
1994年成為阿爾及利亞大使，部分原因是他有中東事務的經驗，和曾在那兒工作三年。隨後亦成為代理近東事務助理秘書（Deputy Assistant Secretary of State for Near Eastern Affairs）。
2000年被選為巴林大使，但參議院並沒有即時核准，在這段期間他捲入一件機密檔案錯誤處理的事件。但小布殊在2001年上任為新總統後，便永久不追究其失誤，並批准他上任。
他任巴林大使期間，大使館在2002年4月受親巴勒斯坦分子的攻擊，一度關閉。在該次事件，無人受傷，但建築物受破壞，車輛遭焚燒。
2004年，他離開巴林，成為美國駐伊拉克的政治顧問，直到2005年轉任阿富汗大使。
退休后担任私营智库美国外交学院主席一职。
除了英語之外，他能說阿拉伯語、法語和部分波斯語。

## 閑話
2005年成為阿富汗大使的諾伊曼，跟1966年為阿富汗大使的父親，是美國現代州政府制度成立以來首對父子曾在同一國家作大使的人。在之前則有美國總統约翰·亚当斯和約翰·昆西·亞當斯，兩人都曾為大不列顛大使。